# Atletiek op de Olympische Zomerspelen 2004 – 5000 meter mannen
De 5.000 m voor mannen op de Olympische Spelen van 2004 in Athene vond plaats van 25 tot 28 augustus  in het Olympisch Stadion Spyridon Louis. De wedstrijd werd gewonnen door de Marokkaan Hicham El Guerrouj met een tijd van 13:14.39 zo bleef hij net voor Kenenisa Bekele die eindigde in 13:14.59.

## Kwalificatie
Elk Nationaal Olympisch Comité mocht drie atleten afvaardigen die in de kwalificatieperiode (1 januari 2003 tot 9 augustus 2004) aan de A-limiet voldeden (13:21.50). Een NOC mocht een atleet afvaardigen, die in dezelfde kwalificatieperiode aan de B-limiet voldeed (13:25.40).

## Records
Voor dit onderdeel waren het wereldrecord en olympisch record als volgt.
| Wereldrecord     | 12:37.35 | Kenenisa Bekele | ETH | Hengelo     | 31 mei 2004      |
| Olympisch record | 13.05,59 | Saïd Aouita     | MAR | Los Angeles | 11 augustus 1984 |

## Uitslagen
De volgende afkortingen worden gebruikt:
- Q Gekwalificeerd op basis van finishpositie
- q Gekwalificeerd op basis van finishtijd
- DNS Niet gestart
- DNF Niet aangekomen
- PB Persoonlijke besttijd
- SB Beste seizoensprestatie
- NR Nationaal record

### Series
Serie 1 - 25 augustus 2004
| Rang | Atleet                    | Land | Tijd       | Extra |
| ---- | ------------------------- | ---- | ---------- | ----- |
| 1    | Kenenisa Bekele           | ETH  | 13:21.16 Q | .     |
| 2    | Gebregziabher Gebremariam | ETH  | 13:21.20 Q | .     |
| 3    | Hicham El Guerrouj        | MAR  | 13:21.87 Q | .     |
| 4    | Craig Mottram             | AUS  | 13:21.88 Q | .     |
| 5    | Abraham Chebii            | KEN  | 13:22.30 Q | .     |
| 6    | Hicham Bellani            | MAR  | 13:22.64 q | .     |
| 7    | Alistair Ian Cragg        | IRL  | 13:23.01 q | .     |
| 8    | Samir Moussaoui           | ALG  | 13:24.98 q | .     |
| 9    | Sultan Khamis Zaman       | QAT  | 13:26.52   | .     |
| 10   | John Mayock               | GBR  | 13:26.81   | .     |
| 11   | Günther Weidlinger        | AUT  | 13:29.32   | .     |
| 12   | Christian Belz            | SUI  | 13:29.59   | .     |
| 13   | Alejandro Suárez          | MEX  | 13:35.32   | .     |
| 14   | Jonathon Riley            | USA  | 13:38.79   | .     |
| 15   | Mohammed Abdelhak Zakaria | BRN  | 13:42.04   | .     |
| 16   | Monder Rizki              | BEL  | 14:03.58   | .     |
| 17   | Serhiy Lebid              | UKR  | 14:10.23   | .     |
| 18   | Carlos García             | ESP  | DNF        | .     |

Serie 2 - 25 augustus 2004
| Rang | Atleet                    | Land | Tijd     | Extra |
| ---- | ------------------------- | ---- | -------- | ----- |
| 1    | Ali Saidi Sief            | ALG  | 13:18.94 | Q     |
| 2    | Eliud Kipchoge            | KEN  | 13:19.01 | Q     |
| 3    | Dejene Berhanu            | ETH  | 13:19.42 | Q     |
| 4    | John Kibowen              | KEN  | 13:19.65 | Q     |
| 5    | Abderrahim Goumri         | MAR  | 13:20.03 | Q     |
| 6    | Tim Broe                  | USA  | 13:20.29 | q     |
| 7    | Zersenay Tadese           | ERI  | 13:22.17 | q     |
| 8    | Samson Kiflemariam        | ERI  | 13:26.97 |       |
| 9    | Roberto García            | ESP  | 13:27.71 |       |
| 10   | Khoudir Aggoune           | ALG  | 13:29.37 |       |
| 11   | Fabiano Joseph Naasi      | TAN  | 13:31.89 |       |
| 12   | Marius Bakken             | NOR  | 13:36.38 |       |
| 13   | Freddy González           | VEN  | 13:42.44 |       |
| 14   | Tom Compernolle           | BEL  | 13:43.44 |       |
| 15   | Mark Carroll              | IRL  | 13:46.81 |       |
| 16   | Carles Castillejo         | ESP  | 13:49.16 |       |
| 17   | Michael Aish              | NZL  | 13:50.00 |       |
| 18   | Rajendra Bahadur Bhandari | NEP  | 14:04.89 | NR    |

### Finale
28 augustus 2004
| Rang   | Atleet                    | Land | Tijd     | Extra |
| ------ | ------------------------- | ---- | -------- | ----- |
| Goud   | Hicham El Guerrouj        | MAR  | 13:14.39 | .     |
| Zilver | Kenenisa Bekele           | ETH  | 13:14.59 | .     |
| Brons  | Eliud Kipchoge            | KEN  | 13:15.10 | .     |
| 4      | Gebregziabher Gebremariam | ETH  | 13:15.35 |       |
| 5      | Dejene Berhanu            | ETH  | 13:16.92 |       |
| 6      | John Kibowen              | KEN  | 13:18.24 |       |
| 7      | Zersenay Tadese           | ERI  | 13:24.31 |       |
| 8      | Craig Mottram             | AUS  | 13:25.70 |       |
| 9      | Hicham Bellani            | MAR  | 13:31.81 |       |
| 10     | Ali Saidi Sief            | ALG  | 13:32.57 |       |
| 11     | Tim Broe                  | USA  | 13:33.06 |       |
| 12     | Alistair Ian Cragg        | IRL  | 13:43.06 |       |
| 13     | Abderrahim Goumri         | MAR  | 13:47.27 |       |
| 14     | Samir Moussaoui           | ALG  | 14:02.01 |       |
| 15     | Abraham Chebii            | KEN  | DNF      |       |